# Ikara
Ikara är en australiensisk ubåtsjaktrobot. Den kan bära en målsökande torped upp till 10 nautiska mil från moderfartyget på 100 sekunder. Ikara kan användas även i hårt väder när helikoptrar inte kan starta och kan dessutom få torpeden i vattnet betydligt snabbare än det tar för en helikopter att starta och flyga samma sträcka. Namnet Ikara betyder ”kastpinne” på aboriginska.

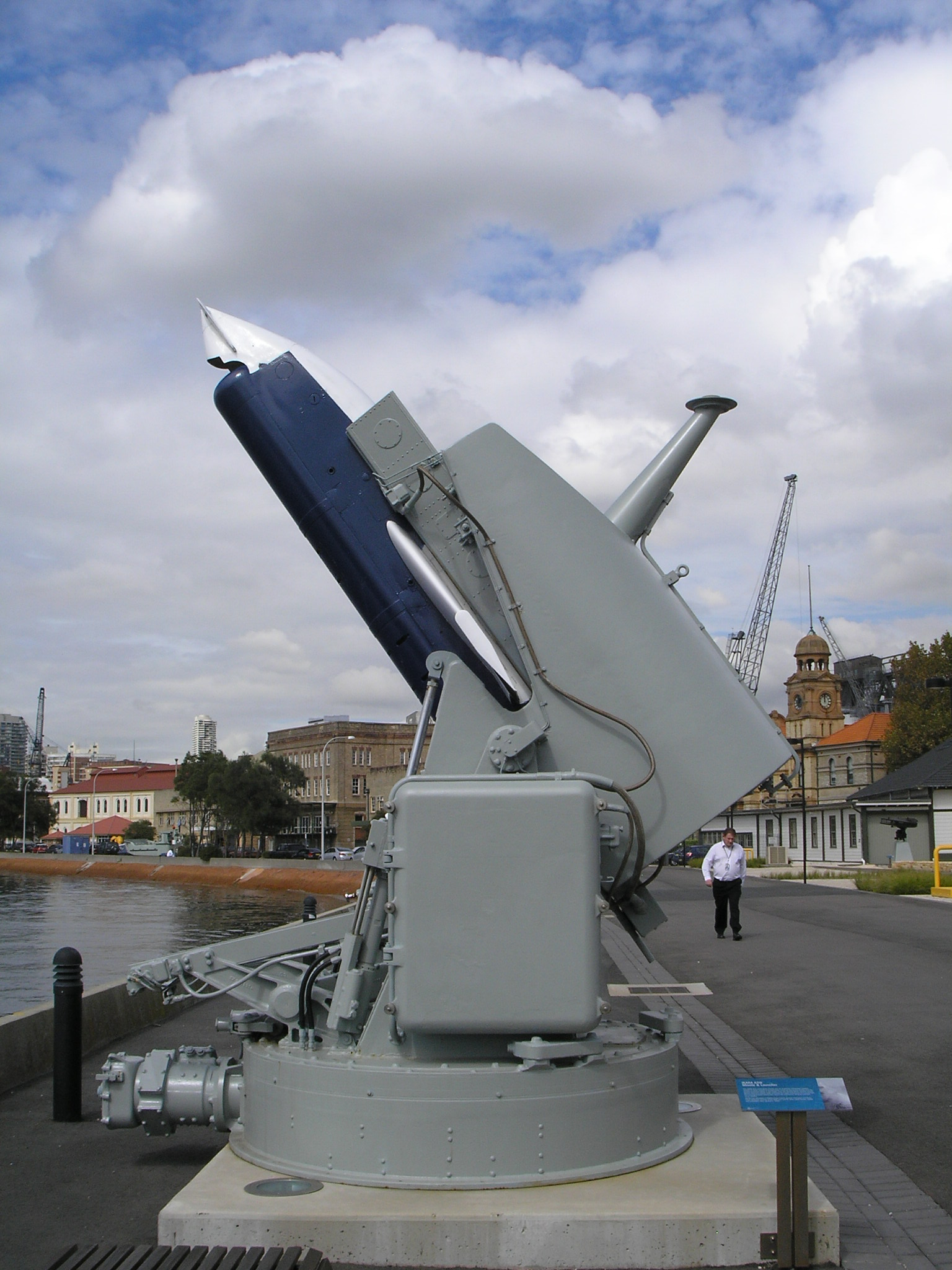
En Ikara-robot med robotlavett.

Jämfört med det amerikanska robotsystemet RUR-5 ASROC är Ikara långsammare, men har fördelen att den kan styras i flykten vilket ökar chanserna att träffa en undflyende ubåt. Jämfört med den franska Malafon som glidflyger största delen av banan är Ikara snabbare och har längre räckvidd. Det sovjetiska/ryska systemet RPK-3 Metel är avsevärt tyngre och har dessutom mer än dubbelt så lång räckvidd.